# 久留米工业短期大学
久留米工业短期大学（日语：／ Kurume Kōgyō Tanki Daigaku *）是过去一所位于日本福冈县久留米市的国立短期大学。

## 概要

### 简介
- 学校最早可以追溯到1939年即久留米高等工业学校成立(旧制)的创立。短期大学为于1958年开办同时开始招収男女学生。以后招生到1964年[注 3]、停办于1966[1][2]。

### 历史
- 1958年 久留米工业短期大学成立并同时设置两个学科、以下列举。
  - 机械科
  - 工业化学科[注 2]
- 1960年 电机科成立
- 1962年 两个学科成立、以下列举。
  - 机械第二科
  - 金属学科
- 1964年 最后一年招生、次年停止招生（正式停办于1966年3月31日[2]）。

## 学校环境
- 校区：在了福冈县久留米市[注 1]

## 历任校长
- 和栗明：最后短期大学校[3]。

## 组织

### 学科
- 机械科
- 金属学科

### 前学科
| - 机械第二科 - 工业化学科 - 电机科 |

### 专科
| - 没有 |

### 业余课程
| - 没有 |

### 附属学校
- 前有久留米工业短期大学附属工业高等学校：改编为久留米工业高等专门学校于1962年

## 相关链接
- 日本短期大学列表